# Cronologia de descobertas de planetas do Sistema Solar e seus satélites
A Cronologia de descobertas de planetas do Sistema Solar e seus satélites, gráficos dos progressos das descobertas de novos corpos ao longo da história. Cada objeto é listado em ordem cronológica do seu descobrimento (várias datas ocorrem quando imagens, observação e publicação diferem), a identificação através de suas diversas denominações (incluindo esquemas temporários e permanentes), e o descobridor(es).
Historicamente, a nomeação de satélites nem sempre correspondem aos tempos de sua descoberta. Tradicionalmente, o descobridor tem o privilégio de nomear o novo objeto; no entanto, alguns esqueceram de fazê-lo (E. E. Barnard declarou que iria "adiar quaisquer sugestões quanto a um nome" [para Amalteia] "para um artigo posterior", mas nunca chegou a escolher das inúmeras sugestões que recebeu) ou recusou (S. B. Nicholson afirmou: "Muitos têm perguntado que nomes os novos satélites [Lisiteia e Carme] terão". São conhecidos apenas pelos números X e XI, escrito em algarismos romanos, e normalmente prefixado pela letra J para identificá-los com o planeta Júpiter). A questão surgiu quase ao mesmo tempo que satélites planetários foram descobertos: Galileu se refere aos quatro principais satélites de Júpiter usando números, enquanto os nomes sugeridos por seu rival Simon Marius gradualmente ganhou aceitação mundial. A União Astronômica Internacional (UAI) finalmente começou a limpar o negócio de nomenclatura no final da década de 70.

## Legenda
Nas tabelas a seguir, os satélites planetários são indicados em negrito (por exemplo Lua), enquanto planetas e planetas anões, que circundam diretamente o Sol, estão em itálico (por exemplo, terra). As tabelas são ordenadas por data de publicação/anúncio. As datas são anotados com os seguintes símbolos:
- i: para a data da primeira imagem (fotografia, etc.);
- o: para a data da primeira observação visual, seja através de telescópio ou na chapa fotográfica (no momento da verdadeira descoberta);
- p: para a data do anúncio ou publicação.

Em alguns casos, a data é incerta e é então marcada com "(?)".
* Nota: Satélites marcados com um asterisco (*) apresentam descobertas complicadas. Alguns levaram anos para a confirmação, e em vários casos foram realmente perdidos e redescobertos. Outros foram encontrados em fotografias da Voyager anos após terem sido observados sem confirmação.
Legenda por cor
Os planetas e seus satélites naturais são marcados nas seguintes cores:
| Planets Mercúrio Vênus Terra e satélite Marte e satélites Júpiter e satélites Saturno e satélites Urano e satélites Netuno e satélites | Planetas anões Ceres Plutão e satélites Haumea e satélites Makemake Éris e satélite |

Designações
- Outras denominações são sinônimas ou perífrases por vezes encontradas para o objeto.
- Designações permanentes (de satélites planetários) são explicados aqui.
- Designações de temporárias são explicados aqui.

## Pré-história
| Pré-história | Pré-história | Pré-história     | Pré-história | Pré-história |
| Nome         | Imagem       | Outra designação | Notas |              |
| ------------ | ------------ | ---------------- | --- | ------------ |
| Sol          |              | Estrela          | No modelo geocêntrico de Ptolomeu, se acreditava que a Terra era o centro do cosmos. Sete planetas foram colocados em órbita em torno dele em uma ordem crescente de distância da Terra, conforme estabelecido pelos estoicos gregos: a Lua, Mercúrio, Vênus, o Sol, Marte, Júpiter e Saturno. Esta lista inclui dois objetos, o Sol e a Lua, que não são mais considerados planetas; que também excluiu a Terra. Anaxágoras propôs pela primeira vez que o Sol é uma estrela em torno de 450 a.C., embora isso não fosse amplamente aceito até o século XVII e não provado conclusivamente até o século XIX. |              |
| Lua          |              | Terra I          | No sistema de Copérnico, foi considerada que a Lua deixasse de ser um planeta, mas um satélite natural da Terra, e foi o único órgão em que o sistema cuja de revolução não estava centrado no Sol. |              |
| Mercúrio     |              | 1º planeta       | Os planetas internos, Mercúrio e Vênus, e os planetas exteriores, Marte, Júpiter e Saturno, foram identificados por antigos astrônomos babilônios no 2º milênio antes de Cristo. Aristarco de Samos, e mais tarde no sistema heliocêntrico de Nicolau Copérnico (De revolutionibus orbium coelestium, 1543), a Terra passou a ser considerada um planeta que gira com os outros planetas em torno do Sol, na seguinte ordem de distância do Sol: Mercúrio, Vênus, Terra, Marte, Júpiter e Saturno. O Sol, agora situado perto do centro da revolução, já não era mais considerado um planeta.                 |              |
| Vênus        |              | 2º planeta       | Os planetas internos, Mercúrio e Vênus, e os planetas exteriores, Marte, Júpiter e Saturno, foram identificados por antigos astrônomos babilônios no 2º milênio antes de Cristo. Aristarco de Samos, e mais tarde no sistema heliocêntrico de Nicolau Copérnico (De revolutionibus orbium coelestium, 1543), a Terra passou a ser considerada um planeta que gira com os outros planetas em torno do Sol, na seguinte ordem de distância do Sol: Mercúrio, Vênus, Terra, Marte, Júpiter e Saturno. O Sol, agora situado perto do centro da revolução, já não era mais considerado um planeta.                 |              |
| Terra        |              | 3º planeta       | Os planetas internos, Mercúrio e Vênus, e os planetas exteriores, Marte, Júpiter e Saturno, foram identificados por antigos astrônomos babilônios no 2º milênio antes de Cristo. Aristarco de Samos, e mais tarde no sistema heliocêntrico de Nicolau Copérnico (De revolutionibus orbium coelestium, 1543), a Terra passou a ser considerada um planeta que gira com os outros planetas em torno do Sol, na seguinte ordem de distância do Sol: Mercúrio, Vênus, Terra, Marte, Júpiter e Saturno. O Sol, agora situado perto do centro da revolução, já não era mais considerado um planeta.                 |              |
| Marte        |              | 4º planeta       | Os planetas internos, Mercúrio e Vênus, e os planetas exteriores, Marte, Júpiter e Saturno, foram identificados por antigos astrônomos babilônios no 2º milênio antes de Cristo. Aristarco de Samos, e mais tarde no sistema heliocêntrico de Nicolau Copérnico (De revolutionibus orbium coelestium, 1543), a Terra passou a ser considerada um planeta que gira com os outros planetas em torno do Sol, na seguinte ordem de distância do Sol: Mercúrio, Vênus, Terra, Marte, Júpiter e Saturno. O Sol, agora situado perto do centro da revolução, já não era mais considerado um planeta.                 |              |
| Júpiter      |              | 5º planeta       | Os planetas internos, Mercúrio e Vênus, e os planetas exteriores, Marte, Júpiter e Saturno, foram identificados por antigos astrônomos babilônios no 2º milênio antes de Cristo. Aristarco de Samos, e mais tarde no sistema heliocêntrico de Nicolau Copérnico (De revolutionibus orbium coelestium, 1543), a Terra passou a ser considerada um planeta que gira com os outros planetas em torno do Sol, na seguinte ordem de distância do Sol: Mercúrio, Vênus, Terra, Marte, Júpiter e Saturno. O Sol, agora situado perto do centro da revolução, já não era mais considerado um planeta.                 |              |
| Saturno      |              | 6º planeta       | Os planetas internos, Mercúrio e Vênus, e os planetas exteriores, Marte, Júpiter e Saturno, foram identificados por antigos astrônomos babilônios no 2º milênio antes de Cristo. Aristarco de Samos, e mais tarde no sistema heliocêntrico de Nicolau Copérnico (De revolutionibus orbium coelestium, 1543), a Terra passou a ser considerada um planeta que gira com os outros planetas em torno do Sol, na seguinte ordem de distância do Sol: Mercúrio, Vênus, Terra, Marte, Júpiter e Saturno. O Sol, agora situado perto do centro da revolução, já não era mais considerado um planeta.                 |              |

## Século XVII
| Século XVII                                    | Século XVII | Século XVII | Século XVII                                                                          | Século XVII | Século XVII |
| Data                                           | Nome        | Imagem      | Designação permanente                                                                | Descobridor(es) e notas |             |
| ---------------------------------------------- | ----------- | ----------- | ------------------------------------------------------------------------------------ | --- | ----------- |
| Década de 1610                                 |             |             |                                                                                      | |             |
| o: 7 de janeiro de 1610 p: 13 de março de 1610 | Ganímedes   |             | Júpiter III                                                                          | Galileu. Descobriram as luas de Galileu. Esses satélites de Galileu foram os primeiros objetos celestes que foram confirmados em órbita de um objeto que não seja o Sol ou a Terra. Galileu viu Io e Europa como um único ponto de luz em 7 de janeiro de 1610; eles foram vistos como objetos separados na noite seguinte. |             |
| o: 7 de janeiro de 1610 p: 13 de março de 1610 | Calisto     |             | Júpiter IV                                                                           | Galileu. Descobriram as luas de Galileu. Esses satélites de Galileu foram os primeiros objetos celestes que foram confirmados em órbita de um objeto que não seja o Sol ou a Terra. Galileu viu Io e Europa como um único ponto de luz em 7 de janeiro de 1610; eles foram vistos como objetos separados na noite seguinte. |             |
| o: 8 de janeiro de 1610 p: 13 de março de 1610 | Io          |             | Júpiter I                                                                            | Galileu. Descobriram as luas de Galileu. Esses satélites de Galileu foram os primeiros objetos celestes que foram confirmados em órbita de um objeto que não seja o Sol ou a Terra. Galileu viu Io e Europa como um único ponto de luz em 7 de janeiro de 1610; eles foram vistos como objetos separados na noite seguinte. |             |
| o: 8 de janeiro de 1610 p: 13 de março de 1610 | Europa      |             | Júpiter II                                                                           | Galileu. Descobriram as luas de Galileu. Esses satélites de Galileu foram os primeiros objetos celestes que foram confirmados em órbita de um objeto que não seja o Sol ou a Terra. Galileu viu Io e Europa como um único ponto de luz em 7 de janeiro de 1610; eles foram vistos como objetos separados na noite seguinte. |             |
| Década de 1650                                 |             |             |                                                                                      | |             |
| o: 25 de março de 1655 p: 5 de março de 1656   | Titã        |             | Saturno VI Saturno II (1673–1684), Saturno IV (1686–1789)                            | Huygens. Primeiro "publicou" sua descoberta como um anagrama, enviado em 13 de junho de 1655; mais tarde publicou em forma de panfleto na De Saturni luna Observatio Nova e na íntegra no Systema Saturnium (julho de 1659).                                                                                                |             |
| Década de 1670                                 |             |             |                                                                                      | |             |
| o: 25 de outubro de 1671 p: 1673               | Jápeto      |             | Saturno VIII Saturno III (1673–1684), Saturno V (1686–1789), Saturno VII (1789–1848) | Cassini |             |
| o: 23 de dezembro de 1672 p: 1673              | Reia        |             | Saturno V Saturno I (1673–1684), Saturno III (1686–1789)                             | Cassini |             |
| Década de 1680                                 |             |             |                                                                                      | |             |
| o: 21 de março de 1684 p: 22 de abril de 1686  | Tétis       |             | Saturno III Saturno I (1686–1789)                                                    | Cassini. Juntamente com as suas duas descobertas anteriores, Cassini nomeou estes satélites como Sidera Lodoicea. Em seu trabalho Kosmotheôros (publicado postumamente em 1698), Christiaan Huygens refere que "Júpiter que você vê tem seus quatro, e Saturno suas cinco Luas, tudas em suas órbitas."                     |             |
| o: 21 de março de 1684 p: 22 de abril de 1686  | Dione       |             | Saturno IV Saturno II (1686–1789)                                                    | Cassini. Juntamente com as suas duas descobertas anteriores, Cassini nomeou estes satélites como Sidera Lodoicea. Em seu trabalho Kosmotheôros (publicado postumamente em 1698), Christiaan Huygens refere que "Júpiter que você vê tem seus quatro, e Saturno suas cinco Luas, tudas em suas órbitas."                     |             |

## Século XVIII
| Século XVIII                                        | Século XVIII | Século XVIII | Século XVIII                | Século XVIII |
| Data                                                | Nome         | Imagem       | Designação permanente/outro | Descobridor(es) e notas                                                                                                   |
| --------------------------------------------------- | ------------ | ------------ | --------------------------- | --- |
| Década de 1780                                      |              |              |                             | |
| o: 13 de março de 1781 p: 26 de abril de 1781       | Urano        |              | 7º planeta                  | Herschel foi primeiro a relatar a descoberta de Urano em 26 de abril de 1781, inicialmente acreditando que era um cometa. |
| o: 11 de janeiro de 1787 p: 15 de fevereiro de 1787 | Titânia      |              | Urano III                   | Herschel. Mais tarde, ele relatou mais quatro supostos satélites.                                                         |
| o: 11 de janeiro de 1787 p: 15 de fevereiro de 1787 | Oberon       |              | Urano IV                    | Herschel. Mais tarde, ele relatou mais quatro supostos satélites.                                                         |
| o: 28 de agosto de 1789 p: 12 de novembro de 1789   | Encélado     |              | Saturno II                  | Herschel |
| o: 17 de setembro de 1789 p: 12 de novembro de 1789 | Mimas        |              | Saturno I                   | Herschel |

## Século XIX
| Século XIX                                          | Século XIX | Século XIX | Século XIX                                             | Século XIX |
| Data                                                | Nome       | Imagem     | Designação permanente/outro                            | Descobridor(es) e notas |
| --------------------------------------------------- | ---------- | ---------- | ------------------------------------------------------ | --- |
| Década de 1800                                      |            |            |                                                        | |
| o: 1 de janeiro de 1801 p: 24 de janeiro de 1801    | Ceres      |            | 8º planeta (1801) Asteroide (1851) Planeta anão (2006) | Giuseppe Piazzi. Ele anunciou pela primeira vez sua descoberta em 24 de janeiro de 1801, em cartas a colegas astrônomos. A primeira publicação formal foi em setembro de 1801 edição da Monatliche Correspondenz. |
| Década de 1840                                      |            |            |                                                        | |
| o: 23 de setembro de 1846 p: 13 de novembro de 1846 | Netuno     |            | 13º planeta (1846) 8º planeta (1851)                   | Galle e Le Verrier |
| o: 10 de outubro de 1846 p: 13 de novembro de 1846  | Tritão     |            | Netuno I                                               | Lassell |
| o: 16 de setembro de 1848 p: outubro de 1848        | Hipérion   |            | Saturno VII                                            | Bond, Bond, e Lassell |
| Década de 1850                                      |            |            |                                                        | |
| o: 24 de outubro de 1851                            | Ariel      |            | Urano I                                                | Lassell |
| o: 24 de outubro de 1851                            | Umbriel    |            | Urano II                                               | Lassell |
| Década de 1870                                      |            |            |                                                        | |
| o: 12 de agosto de 1877                             | Deimos     |            | Marte II                                               | Hall |
| o: 18 de agosto de 1877                             | Fobos      |            | Marte I                                                | Hall |
| Década de 1890                                      |            |            |                                                        | |
| o: 9 de setembro de 1892 p: 4 de outubro de 1892    | Amalteia   |            | Júpiter V                                              | Barnard |
| i: 16 de agosto de 1898 o: 17 de março de 1899      | Febe       |            | Saturno IX                                             | Pickering |

## Início do século XX (1901–1950)
| Início do século XX                                                        | Início do século XX          | Início do século XX | Início do século XX                   | Início do século XX     |
| Data                                                                       | Nome                         | Imagem              | Designação permanente                 | Descobridor(es) e notas |
| -------------------------------------------------------------------------- | ---------------------------- | ------------------- | ------------------------------------- | ----------------------- |
| Década de 1900                                                             |                              |                     |                                       |                         |
| i: 3 de dezembro de 1904 p: 6 de janeiro de 1905                           | Himalia (Hestia 1955–1975)   |                     | Júpiter VI                            | Perrine                 |
| i: 2 de janeiro de 1905 p: 27 de fevereiro de 1905                         | Elara (Hera 1955–1975)       |                     | Júpiter VII                           | Perrine                 |
| i: 27 de janeiro de 1908 o: 28 de fevereiro de 1908 p: March 1–6, 1908     | Pasife (Poseidon 1955–1975)  |                     | Júpiter VIII                          | Melotte                 |
| Década de 1910                                                             |                              |                     |                                       |                         |
| i: 21 de julho de 1914 p: 17 de setembro de 1914                           | Sinope (Hades 1955–1975)     |                     | Júpiter IX                            | Nicholson               |
| Década de 1930                                                             |                              |                     |                                       |                         |
| i: 23 de janeiro de 1930 o: 18 de fevereiro de 1930 p: 13 de março de 1930 | Plutão                       |                     | 9° planeta (1930) planeta anão (2006) | Tombaugh                |
| i: 6 de julho de 1938 p: agosto de 1938                                    | Lisiteia (Demeter 1955–1975) |                     | Júpiter X                             | Nicholson               |
| i: 30 de julho de 1938 p: agosto de 1938                                   | Carme (Pan 1955–1975)        |                     | Júpiter XI                            | Nicholson               |
| Década de 1940                                                             |                              |                     |                                       |                         |
| i: 16 de fevereiro de 1948 p: junho de 1949                                | Miranda                      |                     | Urano V                               | Kuiper                  |
| i: 1 de maio de 1949 p: agosto de 1949                                     | Nereida                      |                     | Netuno II                             | Kuiper                  |

## Final do século XX (1951–2000)
| Final do século XX                                  | Final do século XX          | Final do século XX    | Final do século XX | Final do século XX    | Final do século XX                                         |
| Data                                                | Nome                        | Designação temporária | Imagem             | Designação permanente | Descobridor(es) e notas                                    |
| --------------------------------------------------- | --------------------------- | --------------------- | ------------------ | --------------------- | ---------------------------------------------------------- |
| Década de 1950                                      |                             |                       |                    |                       |                                                            |
| i: 28 de setembro de 1951 p: dezembro de 1951       | Ananke (Adrastea 1955–1975) | —                     |                    | Júpiter XII           | Nicholson                                                  |
| Década de 1960                                      |                             |                       |                    |                       |                                                            |
| i: 15 de dezembro de 1966 p: 3 de janeiro de 1967   | Jano*                       | S/1966 S 2            |                    | Saturno X             | Dollfus (Dollfus pode ter visto tanto Jano ou Epimeteu)    |
| i: 18 de dezembro de 1966 p: 6 de janeiro de 1967   | Epimeteu*                   | S/1980 S 3            |                    | Saturno XI            | Walker                                                     |
| Década de 1970                                      |                             |                       |                    |                       |                                                            |
| i: 11 de setembro de 1974 p: 20 de setembro de 1974 | Leda                        | —                     | —                  | Júpiter XIII          | Kowal                                                      |
| i: 30 de setembro de 1975 p: 3 de outubro de 1975   | Temisto*                    | S/1975 J 1            |                    | Júpiter XVIII         | Kowal (Descoberto e depois perdido)                        |
| i: 13 de abril de 1978 o: 22 de junho de 1978       | Caronte                     | S/1978 P 1            |                    | Plutão I              | Christy                                                    |
| i: 8 de julho de 1979 p: 23 de novembro de 1979     | Adrasteia                   | S/1979 J 1            |                    | Júpiter XV            | Jewitt, Danielson, Voyager 2                               |
| Década de 1980                                      |                             |                       |                    |                       |                                                            |
| Data                                                | Nome                        | Designação temporária | Imagem             | Designação permanente | Descobridor(es) e notas                                    |
| i: 26 de fevereiro de 1980 p: 6 de março de 1980    | Epimeteu*                   | S/1980 S 3            |                    | Saturno XI            | (Confirmado pela Voyager 1)                                |
| i: 1 de março de 1980 p: 6 de março de 1980         | Helene                      | S/1980 S 6            |                    | Saturno XII           | Laques, Lecacheux                                          |
| i: 8 de abril de 1980 p: 10 de abril de 1980        | Telesto                     | S/1980 S 13           |                    | Saturno XIII          | Smith, Reitsema, Larson, Fountain, Voyager 1               |
| i: 5 de março de 1979 p: 28 de abril de 1980        | Tebe                        | S/1979 J 2            |                    | Júpiter XIV           | Synnott, Voyager 1                                         |
| i: 19 de fevereiro de 1980 p: 6 de junho de 1980    | Jano*                       | S/1980 S 1            |                    | Saturno X             | (Confirmado pela Voyager 1)                                |
| i: 13 de março de 1980 p: 31 de julho de 1980       | Calipso                     | S/1980 S 25           |                    | Saturno XIV           | Pascu, Seidelmann, Baum, Currie                            |
| i: 4 de março de 1979 p: 26 de agosto de 1980       | Métis                       | S/1979 J 3            |                    | Júpiter XVI           | Synnott, Voyager 1                                         |
| o: outubro de 1980 p: 31 de outubro de 1980         | Prometeu                    | S/1980 S 27           |                    | Saturno XVI           | Collins, Voyager 1                                         |
| o: outubro de 1980 p: 31 de outubro de 1980         | Pandora                     | S/1980 S 26           |                    | Saturno XVII          | Collins, Voyager 1                                         |
| o: outubro de 1980 p: 13 de novembro de 1980        | Atlas                       | S/1980 S 28           |                    | Saturno XV            | Terrile, Voyager 1                                         |
| i: 24 de maio de 1981 p: 29 de maio de 1981         | Larissa*                    | S/1981 N 1 S/1989 N 2 |                    | Netuno VII            | Reitsema, Hubbard, Lebofsky, Tholen, Voyager 2             |
| i: 30 de dezembro de 1985 p: 9 de janeiro de 1986   | Puck                        | S/1985 U 1            |                    | Urano XV              | Synnott, Voyager 2                                         |
| i: 3 de janeiro de 1986 p: 16 de janeiro de 1986    | Julieta                     | S/1986 U 2            |                    | Urano XI              | Synnott, Voyager 2                                         |
| i: 3 de janeiro de 1986 p: 16 de janeiro de 1986    | Pórcia                      | S/1986 U 1            |                    | Urano XII             | Synnott, Voyager 2                                         |
| i: 9 de janeiro de 1986 p: 16 de janeiro de 1986    | Créssida                    | S/1986 U 3            | Urano IX           |                       | Synnott, Voyager 2                                         |
| i: 13 de janeiro de 1986 p: 16 de janeiro de 1986   | Desdémona                   | S/1986 U 6            |                    | Urano X               | Synnott, Voyager 2                                         |
| i: 13 de janeiro de 1986 p: 16 de janeiro de 1986   | Rosalinda                   | S/1986 U 4            |                    | Urano XIII            | Synnott, Voyager 2                                         |
| i: 13 de janeiro de 1986 p: 16 de janeiro de 1986   | Belinda                     | S/1986 U 5            |                    | Urano XIV             | Synnott, Voyager 2                                         |
| i: 20 de janeiro de 1986 p: 27 de janeiro de 1986   | Cordélia                    | S/1986 U 7            |                    | Urano VI              | Terrile, Voyager 2                                         |
| i: 20 de janeiro de 1986 p: 27 de janeiro de 1986   | Ofélia                      | S/1986 U 8            | Urano VII          |                       | Terrile, Voyager 2                                         |
| i: 23 de janeiro de 1986 p: 27 de janeiro de 1986   | Bianca                      | S/1986 U 9            |                    | Urano VIII            | Smith, Voyager 2                                           |
| i: 16 de junho de 1989 p: 7 de julho de 1989        | Proteu                      | S/1989 N 1            |                    | Netuno VIII           | Synnott, Voyager 2                                         |
| i: 28 de julho de 1989 p: 2 de agosto de 1989       | Despina                     | S/1989 N 3            |                    | Netuno V              | Synnott, Voyager 2                                         |
| i: 28 de julho de 1989 p: 2 de agosto de 1989       | Galateia                    | S/1989 N 4            |                    | Netuno VI             | Synnott, Voyager 2                                         |
| i: 18 de setembro de 1989 p: 29 de setembro de 1989 | Talassa                     | S/1989 N 5            |                    | Netuno IV             | Terrile, Voyager 2                                         |
| i: 18 de setembro de 1989 p: 29 de setembro de 1989 | Náiade                      | S/1989 N 6            | Netuno III         |                       | Terrile, Voyager 2                                         |
| Década de 1990                                      |                             |                       |                    |                       |                                                            |
| Data                                                | Nome                        | Designação temporária | Imagem             | Designação permanente | Descobridor(es) e notas                                    |
| i: 22 de agosto de 1981 p: 16 de julho de 1990      | Pã*                         | S/1981 S 13           |                    | Saturno XVIII         | Showalter, Voyager 2                                       |
| i: 23 de agosto de 1981 p: 14 de abril de 1995      | Palene* (ver abaixo)        | S/1981 S 14           |                    | Saturno XXXIII        | Gordon, Murray e Beurle                                    |
| i: 6 de setembro de 1997 p: 31 de outubro de 1997   | Caliban                     | S/1997 U 1            |                    | Urano XVI             | Gladman, Nicholson, Burns, Kavelaars                       |
| i: 6 de setembro de 1997 p: 31 de outubro de 1997   | Sycorax                     | S/1997 U 2            |                    | Urano XVII            | Gladman, Nicholson, Burns, Kavelaars                       |
| i: 18 de janeiro de 1986 p: 18 de maio de 1999      | Perdita*                    | S/1986 U 10           |                    | Urano XXV             | Karkoschka, Voyager 2                                      |
| i: 18 de julho de 1999 p: 27 de julho de 1999       | Setebos                     | S/1999 U 1            | —                  | Urano XIX             | Kavelaars, Gladman, Holman, Petit, Scholl                  |
| i: 18 de julho de 1999 p: 27 de julho de 1999       | Stephano                    | S/1999 U 2            | —                  | Urano XX              | Gladman, Holman, Kavelaars, Petit, Scholl                  |
| i: 18 de julho de 1999 p: 4 de setembro de 1999     | Prospero                    | S/1999 U 3            |                    | Urano XVIII           | Holman, Kavelaars, Gladman, Petit, Scholl                  |
| Década de 2000                                      |                             |                       |                    |                       |                                                            |
| Data                                                | Nome                        | Designação temporária | Imagem             | Designação permanente | Descobridor(es) e notas                                    |
| i: 6 de outubro de 1999 p: 20 de julho de 2000      | Caliroe                     | S/1999 J 1            |                    | Júpiter XVII          | Scotti, Spahr, McMillan, Larsen, Montani, Gleason, Gehrels |
| i: 7 de agosto de 2000 p: 25 de outubro de 2000     | Ymir                        | S/2000 S 1            | —                  | Saturno XIX           | Gladman                                                    |
| i: 7 de agosto de 2000 p: 25 de outubro de 2000     | Paaliaq                     | S/2000 S 2            | —                  | Saturno XX            | Gladman                                                    |
| i: 23 de setembro de 2000 p: 25 de outubro de 2000  | Siarnaq                     | S/2000 S 3            | —                  | Saturno XXIX          | Gladman, Kavelaars                                         |
| i: 23 de setembro de 2000 p: 25 de outubro de 2000  | Tarvos                      | S/2000 S 4            |                    | Saturno XXI           | Kavelaars, Gladman                                         |
| i: 7 de agosto de 2000 p: 18 de novembro de 2000    | Kiviuq                      | S/2000 S 5            |                    | Saturno XXIV          | Gladman                                                    |
| i: 23 de setembro de 2000 p: 18 de novembro de 2000 | Ijiraq                      | S/2000 S 6            |                    | Saturno XXII          | Kavelaars, Gladman                                         |
| i: 21 de novembro de 2000 p: 25 de novembro de 2000 | Temisto*                    | S/2000 J 1            |                    | Júpiter XVIII         | Sheppard, Jewitt, Fernández, Magnier (Redescoberta)        |
| i: 23 de setembro de 2000 p: 7 de dezembro de 2000  | Thrymr                      | S/2000 S 7            |                    | Saturno XXX           | Gladman, Kavelaars                                         |
| i: 23 de setembro de 2000 p: 7 de dezembro de 2000  | Skathi                      | S/2000 S 8            | —                  | Saturno XXVII         | Kavelaars, Gladman                                         |
| i: 23 de setembro de 2000 p: 7 de dezembro de 2000  | Mundilfari                  | S/2000 S 9            |                    | Saturno XXV           | Gladman, Kavelaars                                         |
| i: 23 de setembro de 2000 p: 7 de dezembro de 2000  | Erriapo                     | S/2000 S 10           | —                  | Saturno XXVIII        | Kavelaars, Gladman                                         |
| i: 9 de novembro de 2000 p: 19 de dezembro de 2000  | Albiorix                    | S/2000 S 11           | —                  | Saturno XXVI          | Holman, Spahr                                              |
| i: 23 de setembro de 2000 p: 22 de dezembro de 2000 | Suttungr                    | S/2000 S 12           | —                  | Saturno XXIII         | Gladman, Kavelaars                                         |
| Data                                                | Nome                        | Designação temporária | Imagem             | Designação permanente | Descobridor(es) e notas                                    |

## Século XXI

### Década de 2000
| Década de 2000                                                              | Década de 2000                  | Década de 2000          | Década de 2000 | Década de 2000        | Década de 2000 |
| Data                                                                        | Nome                            | Designação temporária   | Imagem         | Designação permanente | Descobridor(es) e notas |
| --------------------------------------------------------------------------- | ------------------------------- | ----------------------- | -------------- | --------------------- | --- |
| i: 23 de novembro de 2000 p: 5 de janeiro de 2001                           | Calique                         | S/2000 J 2              | —              | Júpiter XXIII         | Sheppard, Jewitt, Fernández, Magnier, Dahm, Evans                                                                                          |
| i: 23 de novembro de 2000 p: 5 de janeiro de 2001                           | Iocasta                         | S/2000 J 3              | —              | Júpiter XXIV          | Sheppard, Jewitt, Fernández, Magnier, Dahm, Evans                                                                                          |
| i: 23 de novembro de 2000 p: 5 de janeiro de 2001                           | Erinome                         | S/2000 J 4              | —              | Júpiter XXV           | Sheppard, Jewitt, Fernández, Magnier, Dahm, Evans                                                                                          |
| i: 23 de novembro de 2000 p: 5 de janeiro de 2001                           | Harpalique                      | S/2000 J 5              | —              | Júpiter XXII          | Sheppard, Jewitt, Fernández, Magnier, Dahm, Evans                                                                                          |
| i: 23 de novembro de 2000 p: 5 de janeiro de 2001                           | Isonoe                          | S/2000 J 6              | —              | Júpiter XXVI          | Sheppard, Jewitt, Fernández, Magnier, Dahm, Evans                                                                                          |
| i: 23 de novembro de 2000 p: 5 de janeiro de 2001                           | Praxidique                      | S/2000 J 7              | —              | Júpiter XXVII         | Sheppard, Jewitt, Fernández, Magnier, Dahm, Evans                                                                                          |
| i: 25 de novembro de 2000 p: 5 de janeiro de 2001                           | Megaclite                       | S/2000 J 8              | —              | Júpiter XIX           | Sheppard, Jewitt, Fernández, Magnier, Dahm, Evans                                                                                          |
| i: 25 de novembro de 2000 p: 5 de janeiro de 2001                           | Taigete                         | S/2000 J 9              | —              | Júpiter XX            | Sheppard, Jewitt, Fernández, Magnier, Dahm, Evans                                                                                          |
| i: 26 de novembro de 2000 p: 5 de janeiro de 2001                           | Caldene                         | S/2000 J 10             | —              | Júpiter XXI           | Sheppard, Jewitt, Fernández, Magnier, Dahm, Evans                                                                                          |
| i: 5 de dezembro de 2000 p: 5 de janeiro de 2001                            | Dia                             | S/2000 J 11             | —              | Júpiter LIII          | Sheppard, Jewitt, Fernández, Magnier, Dahm, Evans                                                                                          |
| i: 9 de dezembro de 2001 p: 16 de maio de 2002                              | Hermippe                        | S/2001 J 3              |                | Júpiter XXX           | Sheppard, Jewitt, Kleyna |
| i: 9 de dezembro de 2001 p: 16 de maio de 2002                              | Euridome                        | S/2001 J 4              | —              | Júpiter XXXII         | Sheppard, Jewitt, Kleyna |
| i: 9 de dezembro de 2001 p: 16 de maio de 2002                              | Esponde                         | S/2001 J 5              | —              | Júpiter XXXVI         | Sheppard, Jewitt, Kleyna |
| i: 9 de dezembro de 2001 p: 16 de maio de 2002                              | Cale                            | S/2001 J 8              | —              | Júpiter XXXVII        | Sheppard, Jewitt, Kleyna |
| i: 10 de dezembro de 2001 p: 16 de maio de 2002                             | Autonoe                         | S/2001 J 1              | —              | Júpiter XXVIII        | Sheppard, Jewitt, Kleyna |
| i: 11 de dezembro de 2001 p: 16 de maio de 2002                             | Tione                           | S/2001 J 2              | —              | Júpiter XXIX          | Sheppard, Jewitt, Kleyna |
| i: 11 de dezembro de 2001 p: 16 de maio de 2002                             | Pasite                          | S/2001 J 6              | —              | Júpiter XXXVIII       | Sheppard, Jewitt, Kleyna |
| i: 11 de dezembro de 2001 p: 16 de maio de 2002                             | Euante                          | S/2001 J 7              | —              | Júpiter XXXIII        | Sheppard, Jewitt, Kleyna |
| i: 11 de dezembro de 2001 p: 16 de maio de 2002                             | Ortósia                         | S/2001 J 9              | —              | Júpiter XXXV          | Sheppard, Jewitt, Kleyna |
| i: 11 de dezembro de 2001 p: 16 de maio de 2002                             | Euporia                         | S/2001 J 10             | —              | Júpiter XXXIV         | Sheppard, Jewitt, Kleyna |
| i: 11 de dezembro de 2001 p: 16 de maio de 2002                             | Aitne                           | S/2001 J 11             | —              | Júpiter XXXI          | Sheppard, Jewitt, Kleyna |
| i: 13 de agosto de 2001 p: 30 de setembro de 2002                           | Trinculo                        | S/2001 U 1              | —              | Urano XXI             | Holman, Kavelaars, Milisavljevic |
| i: 31 de outubro de 2002 p: 18 de dezembro de 2002                          | Arque                           | S/2002 J 1              | —              | Júpiter XLIII         | Sheppard, Meech, Hsieh, Tholen, Tonry |
| Data                                                                        | Nome                            | Designação temporária   | Imagem         | Designação permanente | Descobridor(es) e notas |
| i: 23 de julho de 2002 p: 13 de janeiro de 2003                             | Sao                             | S/2002 N 2              | —              | Netuno XI             | Holman, Kavelaars, Grav, Fraser, Milisavljevic                                                                                             |
| i: 10 de agosto de 2002 p: 13 de janeiro de 2003                            | Halimede                        | S/2002 N 1              | —              | Netuno IX             | Holman, Kavelaars, Grav, Fraser, Milisavljevic                                                                                             |
| i: 11 de agosto de 2002 p: 13 de janeiro de 2003                            | Laomedeia                       | S/2002 N 3              | —              | Netuno XII            | Holman, Kavelaars, Grav, Fraser, Milisavljevic                                                                                             |
| i: 5 de fevereiro de 2003 p: 4 de março de 2003                             | Euquelade                       | S/2003 J 1              | —              | Júpiter XLVII         | Sheppard, Jewitt, Kleyna, Fernández, Hsieh                                                                                                 |
| i: 5 de fevereiro de 2003 p: 4 de março de 2003                             | (Satélites de Júpiter sem nome) | S/2003 J 2              | —              | —                     | Sheppard, Jewitt, Kleyna, Fernández, Hsieh                                                                                                 |
| i: 5 de fevereiro de 2003 p: 4 de março de 2003                             | (Satélites de Júpiter sem nome) | S/2003 J 3              | —              | —                     | Sheppard, Jewitt, Kleyna, Fernández, Hsieh                                                                                                 |
| i: 5 de fevereiro de 2003 p: 4 de março de 2003                             | (Satélites de Júpiter sem nome) | S/2003 J 4              | —              | —                     | Sheppard, Jewitt, Kleyna, Fernández, Hsieh                                                                                                 |
| i: 6 de fevereiro de 2003 p: 4 de março de 2003                             | (Satélite de Júpiter sem nome)  | S/2003 J 5              | —              | —                     | Sheppard, Jewitt, Kleyna, Fernández, Hsieh                                                                                                 |
| i: 6 de fevereiro de 2003 p: 4 de março de 2003                             | Helique                         | S/2003 J 6              | —              | Júpiter XLV           | Sheppard, Jewitt, Kleyna, Fernández, Hsieh                                                                                                 |
| i: 8 de fevereiro de 2003 p: 4 de março de 2003                             | Aoede                           | S/2003 J 7              | —              | Júpiter XLI           | Sheppard, Jewitt, Kleyna, Fernández, Hsieh                                                                                                 |
| i: 8 de fevereiro de 2003 p: 6 de março de 2003                             | Hegemone                        | S/2003 J 8              | —              | Júpiter XXXIX         | Sheppard, Jewitt, Kleyna, Fernández |
| i: 6 de fevereiro de 2003 p: 7 de março de 2003                             | (Satélites de Júpiter sem nome) | S/2003 J 9              | —              | —                     | Sheppard, Jewitt, Kleyna, Fernández |
| i: 6 de fevereiro de 2003 p: 7 de março de 2003                             | (Satélites de Júpiter sem nome) | S/2003 J 10             | —              | —                     | Sheppard, Jewitt, Kleyna, Fernández |
| i: 6 de fevereiro de 2003 p: 7 de março de 2003                             | Calicore                        | S/2003 J 11             | —              | Júpiter XLIV          | Sheppard, Jewitt, Kleyna, Fernández |
| i: 8 de fevereiro de 2003 p: 7 de março de 2003                             | (Satélite de Júpiter sem nome)  | S/2003 J 12             | —              | —                     | Sheppard, Jewitt, Kleyna, Fernández |
| i: 9 de fevereiro de 2003 p: 2 de abril de 2003                             | Cilene                          | S/2003 J 13             | —              | Júpiter XLVIII        | Sheppard, Jewitt, Kleyna |
| i: 8 de fevereiro de 2003 p: 3 de abril de 2003                             | Coré                            | S/2003 J 14             | —              | Júpiter XLIX          | Sheppard, Jewitt, Kleyna |
| i: 6 de fevereiro de 2003 p: 3 de abril de 2003                             | (Satélites de Júpiter sem nome) | S/2003 J 15             | —              | —                     | Sheppard, Jewitt, Kleyna, Fernández |
| i: 6 de fevereiro de 2003 p: 3 de abril de 2003                             | (Satélites de Júpiter sem nome) | S/2003 J 16             | —              | —                     | Gladman, Sheppard, Jewitt, Kleyna, Kavelaars, Petit, Allen                                                                                 |
| i: 8 de fevereiro de 2003 p: 3 de abril de 2003                             | Herse                           | S/2003 J 17             | —              | Júpiter L             | Gladman, Sheppard, Jewitt, Kleyna, Kavelaars, Petit, Allen                                                                                 |
| i: 6 de fevereiro de 2003 p: 4 de abril de 2003                             | (Satélite de Júpiter sem nome)  | S/2003 J 18             | —              | —                     | Gladman, Kavelaars, Petit, Allen, Sheppard, Jewitt, Kleyna                                                                                 |
| i: 5 de fevereiro de 2003 p: 8 de abril de 2003                             | Narvi                           | S/2003 S 1              | —              | Saturno XXXI          | Sheppard, Jewitt, Kleyna |
| i: 6 de fevereiro de 2003 p: 12 de abril de 2003                            | (Satélite de Júpiter sem nome)  | S/2003 J 19             | —              | —                     | Gladman, Sheppard, Jewitt, Kleyna, Kavelaars, Petit, Allen                                                                                 |
| i: 9 de fevereiro de 2003 p: 14 de abril de 2003                            | Carpo                           | S/2003 J 20             | —              | Júpiter XLVI          | Sheppard, Gladman, Kavelaars, Petit, Allen, Jewitt, Kleyna                                                                                 |
| i: 6 de fevereiro de 2003 p: 29 de maio de 2003                             | Mneme                           | S/2003 J 21             | —              | Júpiter XL            | Sheppard, Jewitt, Kleyna, Gladman, Kavelaars, Petit, Allen                                                                                 |
| i: 18 de janeiro de 1986 p: 3 de setembro de 2003                           | Perdita*                        | S/1986 U 10             | —              | Urano XXV             | Karkoschka (Recuperado pelo Telescópio espacial Hubble)                                                                                    |
| i: 29 de agosto de 2003 p: 3 de setembro de 2003                            | Psámata                         | S/2003 N 1              | —              | Netuno X              | Jewitt, Kleyna, Sheppard, Holman, Kavelaars                                                                                                |
| i: 25 de agosto de 2003 p: 25 de setembro de 2003                           | Mab                             | S/2003 U 1              | —              | Urano XXVI            | Showalter, Lissauer |
| i: 25 de agosto de 2003 p: 25 de setembro de 2003                           | Cupido                          | S/2003 U 2              | —              | Urano XXVII           | Showalter, Lissauer |
| i: 13 de agosto de 2001 p: 30 de setembro de 2003                           | Ferdinand*                      | S/2001 U 2              | —              | Urano XXIV            | 2001: Holman, Kavelaars, Milisavljevic; 2003: Sheppard, Jewitt                                                                             |
| i: 14 de agosto de 2002 p: 30 de setembro de 2003                           | Neso*                           | S/2002 N 4              | —              | Netuno XIII           | Holman, Kavelaars, Grav, Fraser, Milisavljevic                                                                                             |
| i: 13 de agosto de 2001 p: 8 de outubro de 2003                             | Francisco*                      | S/2001 U 3              |                | Urano XXII            | Holman, Kavelaars, Milisavljevic, Gladman                                                                                                  |
| i: 29 de agosto de 2003 p: 9 de outubro de 2003                             | Margaret                        | S/2003 U 3              | —              | Urano XXIII           | Sheppard, Jewitt |
| Data                                                                        | Nome                            | Designação temporária   | Imagem         | Designação permanente | Descobridor(es) e notas |
| i: 9 de fevereiro de 2003 p: 24 de janeiro de 2004                          | Telxinoi*                       | S/2003 J 22             | —              | Júpiter XLII          | Sheppard, Jewitt, Kleyna, Gladman, Kavelaars, Petit, Allen (A partir de imagens feitas em 2003)                                            |
| i: 6 de fevereiro de 2003 p: 31 de janeiro de 2004                          | (Satélite de Júpiter sem nome)  | S/2003 J 23*            |                | —                     | Sheppard, Jewitt, Kleyna, Fernández |
| i: 1 de junho de 2004 p: 16 de agosto de 2004                               | Methone*                        | S/2004 S 1              |                | Saturno XXXII         | Cassini–Huygens |
| i: 1 de junho de 2004 p: 16 de agosto de 2004                               | Palene                          | S/2004 S 2 =S/1981 S 14 |                | Saturno XXXIII        | Cassini–Huygens |
| i: 21 de outubro de 2004 o: 24 de outubro de 2004 p: 8 de novembro de 2004  | Polideuces                      | S/2004 S 5              |                | Saturno XXXIV         | Cassini–Huygens |
| i: 6 de maio de 2004 o: 28 de dezembro de 2004 p: 29 de julho de 2005       | Haumea                          | (136108) 2003 EL61      | —              | Planeta anão          | (Ortiz, Aceituno Castro, Santos-Sanz) ou (Brown, Trujillo, Rabinowitz) (Veja Controvérsia sobre a descoberta de Haumea)                    |
| Data                                                                        | Nome                            | Designação temporária   | Imagem         | Designação permanente | Descobridor(es) e notas |
| i: 12 de dezembro de 2004 p: 3 de maio de 2005                              | (Satélite de Júpiter sem nome)  | S/2004 S 7              | —              | —                     | Sheppard, Jewitt, Kleyna, Marsden |
| i: 12 de dezembro de 2004 p: 3 de maio de 2005                              | Fornjot                         | S/2004 S 8              |                | Saturno XLII          | Sheppard, Jewitt, Kleyna, Marsden |
| i: 12 de dezembro de 2004 p: 3 de maio de 2005                              | Farbauti                        | S/2004 S 9              | —              | Saturno XL            | Sheppard, Jewitt, Kleyna, Marsden |
| i: 12 de dezembro de 2004 p: 3 de maio de 2005                              | Aegir                           | S/2004 S 10             | —              | Saturno XXXVI         | Sheppard, Jewitt, Kleyna, Marsden |
| i: 12 de dezembro de 2004 p: 3 de maio de 2005                              | Bebhionn                        | S/2004 S 11             |                | Saturno XXXVII        | Sheppard, Jewitt, Kleyna, Marsden |
| i: 12 de dezembro de 2004 p: 3 de maio de 2005                              | (Satélite de Júpiter sem nome)  | S/2004 S 12             | —              | —                     | Sheppard, Jewitt, Kleyna, Marsden |
| i: 12 de dezembro de 2004 p: 3 de maio de 2005                              | (Satélite de Júpiter sem nome)  | S/2004 S 13             |                | —                     | Sheppard, Jewitt, Kleyna, Marsden |
| i: 12 de dezembro de 2004 p: 3 de maio de 2005                              | Hati                            | S/2004 S 14             | —              | Saturno XLIII         | Sheppard, Jewitt, Kleyna, Marsden |
| i: 12 de dezembro de 2004 p: 3 de maio de 2005                              | Bergelmir                       | S/2004 S 15             |                | Saturno XXXVIII       | Sheppard, Jewitt, Kleyna, Marsden |
| i: 13 de dezembro de 2004 p: 3 de maio de 2005                              | Fenrir                          | S/2004 S 16             | —              | Saturno XLI           | Sheppard, Jewitt, Kleyna, Marsden |
| i: 13 de dezembro de 2004 p: 3 de maio de 2005                              | (Satélite de Júpiter sem nome)  | S/2004 S 17             | —              | —                     | Sheppard, Jewitt, Kleyna, Marsden |
| i: 13 de dezembro de 2004 p: 3 de maio de 2005                              | Bestla                          | S/2004 S 18             | —              | Saturno XXXIX         | Sheppard, Jewitt, Kleyna, Marsden |
| i: 1 de maio de 2005 p: 6 de maio de 2005                                   | Dafne                           | S/2005 S 1              |                | Saturno XXXV          | Cassini–Huygens |
| i: 21 de outubro de 2003 o: 5 de janeiro de 2005 p: 29 de julho de 2005     | Éris                            | (136199) 2003 UB313     |                | Planeta anão          | Brown, Trujillo, Rabinowitz |
| o: 26 de janeiro de 2005 p: 29 de julho de 2005                             | Hiʻiaka                         | S/2005 (136108) 1       | —              | Haumea I              | Brown, Trujillo, Rabinowitz |
| i: 31 de março de 2005 p: 29 de julho de 2005                               | Makemake                        | (136472) 2005 FY9       | —              | Planeta anão          | Brown, Trujillo, Rabinowitz |
| o: 30 de junho de 2005 p: 29 de julho de 2005                               | Namaka                          | S/2005 (136108) 2       | —              | Haumea II             | Brown, Trujillo, Rabinowitz |
| i: 10 de setembro de 2005 p: 3 de outubro de 2005                           | Disnomia                        | S/2005 (136199) 1       |                | Eris I                | Brown, van Dam, Bouchez, Le Mignant, Campbell, Chin, Conrad, Hartman, Johansson, Lafon, Rabinowitz, Stomski, Summers, Trujillo, Wizinowich |
| i: 15 de maio de 2005 o: 15 de junho de 2005 p: 31 de outubro de 2005       | Nix                             | S/2005 P 2              |                | Plutão II             | Weaver, Stern, Mutchler, Steffl, Buie, Merline, Spencer, Young, Young                                                                      |
| i: 15 de maio de 2005 o: 15 de junho de 2005 p: 31 de outubro de 2005       | Hidra                           | S/2005 P 1              | Plutão III     |                       | Weaver, Stern, Mutchler, Steffl, Buie, Merline, Spencer, Young, Young                                                                      |
| Data                                                                        | Nome                            | Designação temporária   | Imagem         | Designação permanente | Descobridor(es) e notas |
| i: 12 de dezembro de 2004 o: 6 de março de 2006 (?) p: 26 de junho de 2006  | Hyrrokkin                       | S/2004 S 19             | —              | Saturno XLIV          | Sheppard, Jewitt, Kleyna |
| i: 4 de janeiro de 2006 o: 6 de março de 2006 (?) p: 26 de junho de 2006    | (Satélite de Júpiter sem nome)  | S/2006 S 1              | —              | —                     | Sheppard, Jewitt, Kleyna |
| i: 4 de janeiro de 2006 o: 6 de março de 2006 (?) p: 26 de junho de 2006    | Kari                            | S/2006 S 2              |                | Saturno XLV           | Sheppard, Jewitt, Kleyna |
| i: 5 de janeiro de 2006 o: 6 de março de 2006 (?) p: 26 de junho de 2006    | (Satélite de Júpiter sem nome)  | S/2006 S 3              | —              | —                     | Sheppard, Jewitt, Kleyna |
| i: 5 de janeiro de 2006 o: 6 de março de 2006 (?) p: 26 de junho de 2006    | Greip                           | S/2006 S 4              | —              | Saturno LI            | Sheppard, Jewitt, Kleyna |
| i: 5 de janeiro de 2006 o: 6 de março de 2006 (?) p: 26 de junho de 2006    | Loge                            | S/2006 S 5              | —              | Saturno XLVI          | Sheppard, Jewitt, Kleyna |
| i: 5 de janeiro de 2006 o: 6 de março de 2006 (?) p: 26 de junho de 2006    | Jarnsaxa                        | S/2006 S 6              | —              | Saturno L             | Sheppard, Jewitt, Kleyna |
| i: 5 de janeiro de 2006 o: 6 de março de 2006 (?) p: 26 de junho de 2006    | Surtur                          | S/2006 S 7              | —              | Saturno XLVIII        | Sheppard, Jewitt, Kleyna |
| i: 5 de janeiro de 2006 o: 6 de março de 2006 (?) p: 26 de junho de 2006    | Skoll                           | S/2006 S 8              | —              | Saturno XLVII         | Sheppard, Jewitt, Kleyna |
| i: 5 de janeiro de 2006 o: 16 de janeiro de 2007 (?) p: 13 de abril de 2007 | Tarqeq                          | S/2007 S 1              | —              | Saturno LII           | Sheppard, Jewitt, Kleyna |
| i: 18 de janeiro de 2007 o: ? p: 1 de maio de 2007                          | (Satélite de Júpiter sem nome)  | S/2007 S 2              | —              | —                     | Sheppard, Jewitt, Kleyna |
| i: 18 de janeiro de 2007 o: ? p: 1 de maio de 2007                          | (Satélite de Júpiter sem nome)  | S/2007 S 3              | —              | —                     | Sheppard, Jewitt, Kleyna |
| i: junho de 2004 o: 30 de maio de 2007 p: 18 de julho de 2007               | Anthe                           | S/2007 S 4              |                | Saturno XLIX          | Cassini–Huygens |
| i: 15 de agosto de 2008 p: 3 de março de 2009                               | Aegaeon                         | S/2008 S 1              |                | Saturno LIII          | Cassini–Huygens |
| i: 26 de julho de 2009 o: ? p: 2 de novembro de 2009                        | (Satélite de Júpiter sem nome)  | S/2009 S 1              |                | —                     | Cassini–Huygens |
| Data                                                                        | Nome                            | Designação temporária   | Imagem         | Designação permanente | Descobridor(es) e notas |

### Década de 2010
| Década de 2010                                       | Década de 2010                 | Década de 2010        | Década de 2010 | Década de 2010        | Década de 2010                             |
| Data                                                 | Nome                           | Designação temporária | Imagem         | Designação permanente | Descobridor(es) e notas                    |
| ---------------------------------------------------- | ------------------------------ | --------------------- | -------------- | --------------------- | ------------------------------------------ |
| i: 7 de setembro de 2010 p: 1 de junho de 2011       | (Satélite de Júpiter sem nome) | S/2010 J 1            | —              | Júpiter LI            | Jacobson, Brozović, Gladman e Alexandersen |
| S/2010 J 2                                           | (Satélite de Júpiter sem nome) | —                     | Júpiter LII    | Veillet               |                                            |
| i: 28 de junho de 2011 p: 20 de julho de 2011        | Cérbero                        | S/2011 (134340) 1     |                | Plutão IV             | Showalter                                  |
| i: 27 de setembro de 2011 p: 29 de janeiro de 2012   | (Satélite de Júpiter sem nome) | S/2011 J 1            | —              | —                     | Sheppard                                   |
| S/2011 J 2                                           | (Satélite de Júpiter sem nome) | —                     | —              |                       | Sheppard                                   |
| i: 26 de junho de 2012 p: 11 de julho de 2012        | Estige                         | S/2012 (134340) 1     |                | Plutão V              | Showalter                                  |
| i: 2004 o: 1 de julho de 2013 p: 15 de julho de 2013 | (Satélite de Netuno sem nome)  | S/2004 N 1*           |                | —                     | Showalter et al.                           |
| Data                                                 | Nome                           | Designação temporária | Imagem         | Designação permanente | Descobridor(es) e notas                    |